# Aire urbaine de Nemours
L'aire urbaine de Nemours est une ancienne aire urbaine française centrée sur l'unité urbaine de Nemours. Bien que celle-ci se soit agrandie au cours des années 2000, l'INSEE a l'a rattachée en 2011 à l'aire urbaine de Paris, ce qui mit fin à l’existence de l'aire urbaine de Nemours.

## Caractéristiques
D'après la définition qu'en donne l'INSEE, l'aire urbaine de Nemours est composée de 3 communes, situées en Seine-et-Marne. Ses 18 951 habitants font d'elle la 266e aire urbaine de France.
2 communes de l'aire urbaine sont des pôles urbains.
Le tableau suivant détaille la répartition de l'aire urbaine sur le département (les pourcentages s'entendent en proportion du département) :
| Département    | Communes | Communes (%) | Superficie (km²) | Superficie (%) | Population (1999) | Population (%) |
| -------------- | -------- | ------------ | ---------------- | -------------- | ----------------- | -------------- |
| Seine-et-Marne | 3        | 0,6          | 36,26            | 0,6            | 18 951            | 1,6            |

## Communes
Voici la liste des communes françaises de l'aire urbaine de Nemours.
| Code INSEE | Commune                  | Type                  | Département    | Superficie (km²) | Population (1999) | Densité (hab./km²) |
| ---------- | ------------------------ | --------------------- | -------------- | ---------------- | ----------------- | ------------------ |
| 77333      | Nemours                  | Pôle urbain           | Seine-et-Marne | +0010,83         | +00012 898,       | +01 190,95         |
| 77348      | Ormesson                 | Commune monopolarisée | Seine-et-Marne | +0003,81         | +00 000238,       | +00062,47          |
| 77431      | Saint-Pierre-lès-Nemours | Pôle urbain           | Seine-et-Marne | +0021,62         | +0 0005 815,      | +00268,96          |
|            | Total                    |                       |                | +0036,26         | +00018 951,       | +00522,64          |